# 亞斯納波利亞納 (切爾尼戈夫州)
亞斯納波利亞納（羅馬化：Yasna Poliana）是烏克蘭北部切爾尼戈夫州諾夫霍羅德-錫韋爾斯基區諾夫霍羅德-錫韋爾斯基市鎮的村莊，始建於1600年，面積0.59平方公里，海拔高度179米，2001年人口12，當中全部居民的母語均為烏克蘭語，人口密度每平方公里20.3人。